# Moises Sierra
Moises Sierra (né le 24 septembre 1988 à Saint-Domingue, République dominicaine) est un voltigeur des Ligues majeures de baseball sous contrat avec les Royals de Kansas City.

## Carrière

### Blue Jays de Toronto
Moises Sierra débute en 2006 sa carrière professionnelle en ligues mineures dans l'organisation des Blue Jays de Toronto. Il fait ses débuts dans le baseball majeur avec Toronto le 31 juillet 2012 et réussit dans ce match son premier coup sûr, face au lanceur Jason Vargas des Mariners de Seattle.
Sierra frappe pour ,224 de moyenne au bâton en 49 matchs avec 6 circuits, 15 points produits et un but volé pour les Blue Jays en 2012. Il frappe son premier circuit dans les majeures le 13 août 2012 aux dépens du lanceur Jake Peavy des White Sox de Chicago. Il enchaîne avec une saison 2013 où il élève sa moyenne au bâton à ,290 avec un circuit, un but volé et 13 points produits en 35 matchs des Jays. 
Il dispute 13 matchs mais n'obtient que 2 coups sûrs et un but-sur-balles en 35 passages au bâton pour Toronto en 2014.

### White Sox de Chicago
Le 4 mai 2014, les White Sox de Chicago réclament Moises Sierra au ballottage. Il maintient une moyenne au bâton de ,276 avec deux circuits et 7 points produits en 83 matchs des White Sox, pour terminer sa saison 2014 avec deux circuits, 9 points produits et une moyenne de ,230 en 93 parties jouées au total pour Toronto et Chicago.

### Royals de Kansas City
Le 24 octobre 2014, Sierra est réclamé au ballottage par les Royals de Kansas City.